# Аль-Музаффар Хаджжи I
Аль-Малик аль-Музаффар Сайф ад-Дин Хаджжи ибн Мухаммад, также известный как Хаджжи I (араб. الملك المظفر سيف الدين حاجي بن ن محمد‎) — мамлюкский султан Египта, правивший в 1346—1347 годах.

## Биография
Хаджжи был возведен на престол после низложения его сводного брата Шабана аль-Камиля в сентябре 1346 года и принял титул "аль-Малик аль-Музаффар". Ему было всего четырнадцать лет, и он любил поло, пытки и игры с голубями. Он предпочитал компанию борцов из низших слоев общества и голубеводов, а не знатных эмиров. Когда делегация эмиров упрекнула его в плохом управлении государством, он, как гласит легенда, убил несколько голубей на их глазах и заявил, что поступит так же в отношении каждого, кто будет ему перечить.
Финансовое управление в это время находилось в руках эмира Гурлу. По его совету султан увеличил численность своих мамлюков, закупив черкесских рабов (сам Гурлу был черкесом). Усилия Гурлу по концентрации власти в своих руках и стремление ликвидировать потенциально опасных соперников привели к заговору эмиров под руководством вице-регента Ариктая ан-Насири. Гурлу был снят со своего поста и убит во время молитвы.
Султан Хаджжи пережил своего фаворита ненадолго. В декабре 1347 года восстание эмиров закончилось убийством султана. Ему наследовал другой сын султана ан-Насира Мухаммада - аль-Хасан ан-Насир.